# Isidor Rayner
Isidor Rayner (ur. 11 kwietnia 1850 w Baltimore, zm. 25 listopada 1912 w Waszyngtonie) – amerykański polityk, działacz Partii Demokratycznej. 

## Życiorys
Dwukrotnie, najpierw w latach 1887–1889 i ponownie w latach 1891–1895 reprezentował czwarty okręg wyborczy w stanie Maryland w Izbie Reprezentantów Stanów Zjednoczonych. Później, od 1905 do śmierci w 1912 roku zasiadał w Senacie Stanów Zjednoczonych.